# Aero Star
Aero Star (verdadero nombre desconocido; 22 de octubre de 1984) es un luchador profesional mexicano, más conocido por su trabajo en AAA. Fue parte del grupo Real Fuerza Aérea con Laredo Kid,Super Fly,Rey cometa . Aero Star ganó en 2008 el torneo Alas de Oro y donde también trabaja para la All Elite Wrestling con Samuray del Sol.

## Carrera
El luchador que después se convertiría en Aero Star se unió a la Lucha libre AAA en 2003 trabajando inicialmente como El Acuático en encuentros iniciales mientras seguía su entrenamiento con Gran Apache y Abismo Negro. A finales del 2003 comenzó a trabajar desenmascarado como "El Chamagol" quien hizo equipo con Chiva Rayada y el Niño de Oro para derrotar a Los Diabólicos (Ángel Mortal, Mr. Condor y Sr Gallego) en AAA Guerra de Titanes 2003. En 2004 tuvo un nuevo personaje llamado "Chiva Rayada II" el cual tuvo desde 2004 a 2006 mientras se entrenaba con Abismo Negro.
Después de varios años de entrenamiento tuvo el personaje de "Aero Star", en lo cual, cabe mencionar que el diseño de la máscara que hoy porta Aerostar fue diseñada por su Señor Padre que desafortunadamente fallece en el mes de marzo del 2006, hizo su debut el 20 de diciembre de 2006 y fue promovido como "La última Creación de Antonio Peña" fundador de la compañía que había muerto unos meses antes. Aero Star fue puesto a la par de luchadores jóvenes de estilo super-volador formando el grupo Real Fuerza Aérea 
con Laredo Kid, Pegasso, Rey Cometa y Super Fly. Cuando Laredo Kid se lesionó; Aero Star y Super Fly fueron nombrados colíderes del grupo.
En Verano de Escándalo 2007, se alió con Rey cometa, Estrellita y Octagoncito para perder ante Alfa, Pirata Morgan, Faby Apache y Mini Chessman. En 2008 ganó la copa Alas de Oro. en Triplemania XVΙΙ ganó junto a Super Fly y Laredo Kid contra Los Psycho Circus y durante la lucha, Aero Star realizó una arriesgada plancha desde 20 pies de altura. Aero Star fue introducido en la Storyline entre Billy Boy y La familia Apache. En septiembre de 2009, ganó junto a Faby Apache el AAA Mixed tag Team Championship derrotando a Chyntia Moreno y El Oriental. En junio del 2010 perdieron los títulos contra Alex Koslov y Chrstina von Eerie. En octubre de 2010 ganó la Copa Antonio Peña y el cabello de Chris Stone. En noviembre 28 Super Fly regresó y atacó a Octagón y a Aero Star. El 7 de diciembre de 2014 en la función llamada guerra de titanes le ganó en lucha de máscara contra máscara a su excompañero Super fly. En esa lucha se lanzó desde una altura de más de 20 metros en splash, movimiento que lo ha distinguido.
Aerostar gana la Cabellera de Super Fly en una lucha emocionante, llena de sangre, donde se impartió la justicia, tras utilizar un bóxer Super Fly golpea a Aerostar cayendo sobre la lona, minutos más tarde se reanuda la batalla donde Aerostar sale triunfador en el evento llamado Rey de Reyes 2017. Domingo 19 de marzo de 2017 en la Arena José Sulaimán (antes Arena Solidaridad) de Monterrey, Nuevo León.
Para Aerostar sus logros han sido paso a paso, con sacrificio y dedicación a su trabajo ha llegado a ser un luchador extraordinario, incomparable y único, a finales del 2015 llega a Lucha Underground consolidándose para la afición estadounidense y latina como un gran luchador innovador, creativo dejando cuerpo, mente y alma dentro y fuera del cuadrilátero, 2018 Aerostar es llamado a Impact Wrestling, y su llegada a Australia fue exitosa donde obtuvo varios triunfos. Aerostar estará presente de nuevo en la cuarta temporada de Lucha Underground 4, estrenándose este 13 de junio del 2018 en Estados Unidos por el Canal del Rey.
Rivalidad vs Monster clown
En 2018 empezó una rivalidad vs Monster clown, en Héroes Inmortales del 2018 tiene su primer enfrentamiento, declarando que acepta la rivalidad.
En la gira de la Conquista total 2019 declara que le gustaría un duelo de máscara vs máscara, durante ese año tuvieron varios encuentros fue en noviembre de ese mismo año que se anunció TRIPLEMANIA Regia donde estaría en juego su máscara en una jaula, donde participarían Psycho Clown, Rey Wagner, Rey Escorpión, Blue Demon Jr., El Texano Jr., Chessman y Monster Clown.
El 1 de diciembre se lleva a cabo TRIPLEMANIA regia en Monterrey, donde en una lucha muy sangrienta y un Aerostar lastimado logra ser salir de la jaula y dejar a Monster Clown como el perdedor despojándose así de su máscara, al término de la lucha salieron Psycho Clown y Murder Clown a reconocer a Monster Clown recuerdan sus viejos tiempos cuando formaron la tercia de los Psycho Circus.

## AEW(2021-2025)
En el episodio de AEW Dynamite del 3 de noviembre del 2021, perdería su oportunidad de ser Campeón en parejas de la AAA, junto con Samuray del Sol al ser derrotados por FTR, marcando ese mismo momento el debut de Samuray del Sol en la All Elite Wrestling, después de su despido de la WWE en abril del 2021.

## En lucha
- Movimientos Finales
  - Imploding 450º splash[1]
  - Shooting star press[1]
  - Sunset flip piledriver, a veces desde una posición elevada

- Movimientos de Firma
  - Deja Vu[1] (Tilt-a-whirl revolution headscissors takedown)
  - La Dormilona[1] (Suicide dive)
  - Dropkick, a veces desde una posición elevada
  - Over the top rope suicide somersault senton[1]
  - Over the top rope tiger feint kick
  - Springboard reverse plancha

## Campeonatos y logros
- Asistencia Asesoría y Administración
  - Campeonato Mundial en Parejas de AAA (1 vez) – con Drago
  - Campeonato Mundial en Parejas Mixto de AAA (1 vez) – con Faby Apache
  - Rey de Reyes (2019)
  - Alas de Oro (2008)
  - Copa Antonio Peña (2010)

- Lucha Underground
  - Lucha Underground Trios Championship (1 vez) – con Drago y Fénix

- Pro Wrestling Illustrated
  - Situado en el N.º 397 en los PWI 500 de 2010[3]
  - Situado en el N.º 166 en los PWI 500 de 2015[4]
  - Situado en el N.º 215 en los PWI 500 de 2016[5]
  - Situado en el N.º 173 en los PWI 500 de 2018[6]
  - Situado en el N.º 188 en los PWI 500 de 2019[7]

### Luchas de apuestas
| Apuesta | Ganador   | Perdedor      | Localización          | Fecha                   |
| ------- | --------- | ------------- | --------------------- | ----------------------- |
| Cabello | Aero Star | Billy Boy     | Guadalajara, Jalisco  | 13 de diciembre de 2009 |
| Cabello | Aero Star | Chris Stone   | Tamaulipas, Jalisco   | 1 de octubre de 2010    |
| Máscara | Aero Star | Super fly     | Zapopan, Jalisco      | 7 de diciembre de 2014  |
| Cabello | Aero Star | Super fly     | Monterrey, Nuevo León | 19 de marzo de 2017     |
| Máscara | Aero Star | Monster Clown | Monterrey, Nuevo León | 1 de diciembre de 2019  |